# Eddie Wilcox
Pour les articles homonymes, voir Wilcox.
Eddie Wilcox (1907-1968), est un pianiste et chef d’orchestre de jazz et de rhythm and blues américain, né à Method, en Caroline du Nord.

## Carrière

### Jimmie Lunceford
Eddie Wilcox est un des membres fondateurs de l'orchestre de swing dirigé par Jimmie Lunceford. Il en est l'un des principaux arrangeurs avec Sy Oliver. À la mort de Lunceford en 1947, il continue l'orchestre en le dirigeant conjointement avec le saxophoniste Joe Thomas.

### Période rhythm and blues
En 1950, l'orchestre de Lunceford n'existe plus. Wilcox s'oriente vers le rhythm and blues et exerce ses talents de chef d'orchestre et d'arrangeur pour le label Derby Records. Il accompagne les chanteuses Bette McLaurin et Sunny Gale. Avec cette dernière, il entre dans les charts avec le titre Wheels of Fortune.
Après la fermeture de Derby Records en 1954, il tente sa chance en créant son propre label musical sans succès probant.